# 구성요건적 착오
구성요건적 착오(Tatbestandsirrtum)란 형법상의 개념으로 행위자가 주관적으로 인식, 인용한 범죄사실과 현실적으로 발생한 객관적인 범죄사실이 일치하지 아니하는 경우를 말한다. 착오의 대상은 구성요건적 고의의 지적 요소의 대상이 되는 행위, 객체, 인과관계 등 모든 객관적 구성요건표지이다.  

## 유형

### 구체적 사실의 착오
인식사실과 발생사실이 동일한 구성요건에 속하나 그 양자의 구체적 사실의 내용이 일치하지 아니하는 경우를 말한다. 객체의 착오와 방법의 착오 등이 있다.

### 추상적 사실의 착오
인식사실과 발생사실이 서로 다른 구성요건에 해당하는 경우를 말한다. 이가치적 객체간의 착오라고도 한다. 유형으로는 경한 사실을 인식하고 중한 결과를 발생시킨 경우와 중한 사실을 인식하고 경한 결과를 발생시킨 경우 등이 있다. 

## 학설

### 구체적 부합설
행위자가 인식한 사실과 발생한 사실이 구체적으로 일치(부합)하는 범위에서만 발생사실에 대한 고의를 인정한다. 따라서 구체적 사실의 착오 중 객체의 착오에 대해서만 발생한 사실에 대한 고의기수범을 인정하며, 그 외의 착오에 대해서는 발생한 사실에 대한 고의가 인정되지 않고 인식사실의 미수와 발생사실의 과실의 상상적 경합으로 처리한다.

### 법정적 부합설
인식한 사실과 발생한 사실이 법률에 규정된 범위에서 일치하면 발생한 사실에 대한 고의를 인정한다. 따라서 구체적 사실의 객체의 착오이건 방법의 착오이건 상관없이 고의기수가 인정되며, 추상적 사실의 착오에 대해서는 인식사실의 미수와 발생사실의 과실의 상상적 경합이 인정된다.

### 추상적 부합설
인식한 사실과 발생한 사실이 범죄 위험성의 표출이라는 추상적인 수준에서 부합하는 경우 발생사실에 대한 고의를 인정한다. 따라서 구체적 사실의 객체의 착오와 방법의 착오는 물론 추상적 사실의 착오의 경우에도 발생한 사실의 고의기수를 인정한다. 다만 추상적 사실의 착오 중에서 경한 결과를 인식하고 중한 결과가 발생한 경우와 중한 결과를 인식하고 경한 결과가 발생한 경우의 처리는 학설에 따라 다양하게 견해가 나뉜다.